# Traktat w Fort Laramie (1868)

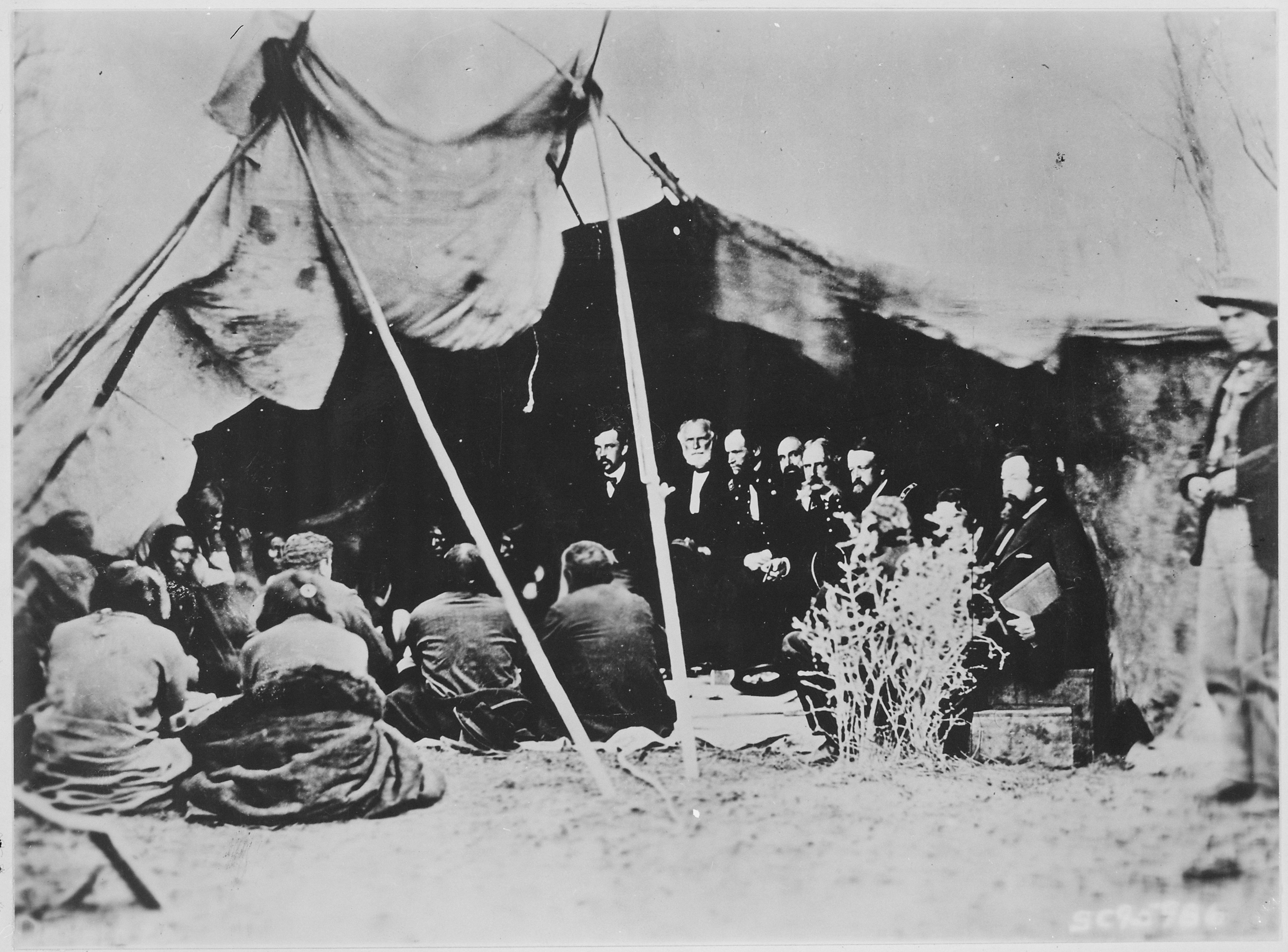
Podpisywanie traktatu przez Williama T. Shermana i przedstawicieli Dakotów w Fort Laramie, Wyoming. Foto: Alexander Gardner, 1868.

Drugi traktat w Fort Laramie – porozumienie między Stanami Zjednoczonymi a narodem Dakotów (szczególnie z plemienia Lakota) podpisane w 1868 roku w Fort Laramie, gwarantujące Dakotom własność Gór Czarnych oraz prawo do polowań w Dakocie Południowej, Wyomingu oraz Montanie. Kraj rzeki Powder miał być na stałe zamknięty dla białych.
Traktat zawierał artykuły zmierzające do „zachowania cywilizacji” Lakotów; mowa była także o finansowych zachętach dla nich, aby zaczęli uprawiać ziemię i stali się konkurencyjni dla białych. Traktat zawierał także warunek konieczności zapewnienia dzieciom Dakotów „angielskiej edukacji” w „budynku misji”. Rząd USA zapewniał w traktacie, że w tym celu w rezerwacie zamieszkają biali nauczyciele, kowale, młynarz, farmer, stolarz, inżynier i agent rządowy.
Powtarzające się pogwałcenia traktatu przez amerykańskie wojska i poszukiwaczy złota doprowadziły do wybuchu wojny o Góry Czarne, trwającej do 1877 roku.